# Митино (електродепо)
55°51′54″ пн. ш. 37°21′45″ сх. д. / 55.86500° пн. ш. 37.36250° сх. д.
 «Ми́тино» (ТЧ-16) — електродепо московського метрополітену, розташоване у кінці західного радіуса Арбатсько-Покровської лінії за 500 м на північ від станції метро «П'ятницьке шосе», за адресою П'ятницьке шосе, буд. 50. На 2017 рік депо є основним для рухомого складу Арбатсько-Покровської лінії. Комплекс має 32 підоб'єкти загальною площею 99 011 м².
За проектом пуск депо «Митино» було розбито на дві черги, першу планували ввести до експлуатації наприкінці 2013 року, друга — до середини 2014 року. Проте, терміни постійно зривалися. Як результат, ТЧ-16 було частково переведено в режим метрополітену тільки до кінця 2014 року, а з 16 червня 2015 приступило до обслуговування частини західного радіусу основної лінії. Повноцінне обслуговування Арбатсько-Покровської лінії розпочалося лише 24 грудня 2016 року. Електродепо «Митино» стало базовим з технічного обслуговування, поточного та середнього ремонту вагонів моделі 81-740.1/741.1, 81-740.4/741.4 «Русич».

## Лінії, що обслуговує
| Лінія                      | Роки                                           |
| -------------------------- | ---------------------------------------------- |
| Арбатсько-Покровська лінія | з 16 червня 2015 року *, з 24 грудня 2016 року |

* Дільниця «П'ятницьке шосе» — «Київська» на випадок закриття дільниці «Київська»-«Курська»

## Рухомий склад
| Тип вагонів               | Роки        |
| ------------------------- | ----------- |
| 81-740.1/741.1 «Русич»    | з 2016      |
| 81-740.1/741.1 «Акварель» | 2016 — 2020 |
| 81-740.4/741.4 «Русич»    | з 2020      |

У депо також знаходиться декілька вагонів Еж-3, Ем-508Т и 81-717/714 що очікують списання та утилізації.